# Jörgen Jacobsson Hÿm
Jörgen Jacobsson Hÿm även Heim, född omkring 1649, död omkring 1695, var en orgelbyggare i Norrköping. Byggde orgelverk i Östergötland. Man trodde han tidigare hette Georg Hum.

## Biografi
Jörgen var son till Jacob Snickare och var troligtvis av tysk härkomst. Han var verksam inom Linköpings och Strängnäs stift från omkring år 1665. Byggde små orgelverk och anlitades till reparationer. Han nämns i en reparation i Örebro Nikolai kyrka år 1700. Georg Hum lärde troligtvis ut orgelbyggeri till Johan Agerwall i Söderköping.
Han bor från 1669 till 1692 i Norrköping. 1690 bor de på strandkvarteret 289 eller 489.
Köper 1695 en gård av Catarina Hÿm och Anders Andersson.

### Familj
- Gifter sig den 29 oktober 1669 i Sankt Olofs församling, Norrköping med Sigrid Remertsdotter.[3] Hon var dotter till guldsmeden Remert Remertsson  (död 1656[4]) och Sigrid Larsdotter (1620–1678) i Norrköping. Sigrids bror Petter Remertsson var rådman i Norrköping.
  - Maria, född 4 augusti 1670 i Sankt Olofs församling, Norrköping.[5]
  - Dotter Elisabet, född 19 november 1671 i Sankt Olofs församling, Norrköping.[6]
  - Son Remera Hÿm, död 19 juni 1672 i Sankt Olofs församling, Norrköping.[7]
  - Jakob, född 28 oktober 1673 i Sankt Olofs församling, Norrköping, död 12 juli 1674 i Sankt Olofs församling, Norrköping.[8]
  - Catarina, född 23 juni 1676 i Sankt Olofs församling, Norrköping.[9]
  - Sigrid, född 26 augusti 1679 i Sankt Olofs församling, Norrköping.[10]
  - Jakob, född 7 september 1683 i Sankt Olofs församling, Norrköping.[11]
  - Peter, född 11 maj 1687 i Sankt Olofs församling, Norrköping.[12]
  - Hindrick, född 27 mars 1690 i Sankt Olofs församling, Norrköping.[13]
- Son död 11 mars 1688 i Sankt Olofs församling, Norrköping.[14]
- Dotter död 23 november 1692 i Sankt Olofs församling, Norrköping.[14]

### Elever
- 1690 - Jahan Arvidsson (lärodräng)[15]

## Lista över orglar
| År              | Ursprunglig kyrka      | Stift      | Manualer | Pedal | Stämmor | Bevarad orgel/fasad | Övrigt |
| --------------- | ---------------------- | ---------- | -------- | ----- | ------- | ------------------- | --- |
| 1672 eller 1680 | Ölmstads kyrka         | Växjö      |          |       | 6       |                     | 1774 byggde Jonas Wistenius, Linköping en ny orgel.                                                            |
| 1673–1674       | Skällviks kyrka        | Linköpings |          |       |         |                     | Orgel kostade 379 daler kopparmynt. 1762 byggde Jonas Wistenius, Linköping en ny orgel.                        |
| 1676            | Tingstads kyrka        | Linköpings |          |       | 5       |                     | |
| 1680            | Sankt Olai kyrka       | Linköpings |          |       |         |                     | |
| 1683            | Västra Tollstads kyrka | Linköpings |          |       |         |                     | Flyttades 1715 till Herrestads kyrka, Östergötland.                                                            |
| 1684            | Risinge kyrka          | Linköpings |          |       | 5       |                     | 1808 byggdes en ny orgel av Lorentz Peter Lorin, Linköping.                                                    |
| 1687            | Harstad kyrka          | Linköpings |          |       | 5       |                     | Orgeln kostade 250 kopparmynt. 1750 byggdes en ny orgel av Jonas Wistenius, Linköping.                         |
| 1687/1689       | Gränna kyrka           | Växjö      | 1        |       | 8       |                     | 1771 byggde Lars Strömblad en ny orgel.                                                                        |
| 1695/1696       | Gillberga kyrka        | Strängnäs  |          |       | 7       |                     | Orgeln skänktes av den Stiernsköldska familjen. Ombyggd 1696 av Hÿm. Flyttades på 1700-talet till Lista kyrka. |

### Reparationer
| År   | Ursprunglig kyrka     | Stift      | Manualer | Pedal | Stämmor | Bevarad orgel/fasad | Övrigt                                                                                           |
| ---- | --------------------- | ---------- | -------- | ----- | ------- | ------------------- | ------------------------------------------------------------------------------------------------ |
| 1682 | Ringarums kyrka       | Linköpings |          |       |         |                     | Reparerade orgel och gjorde också en ny stämma till orgel. Den har efter reparationen 6 stämmor. |
| 1689 | Vadstena klosterkyrka | Linköpings |          |       |         |                     | 1689 reparerades orgelverket Hÿm.                                                                |
| 1700 | Örebro Nikolai kyrka  | Strängnäs  |          |       |         |                     |                                                                                                  |